# Sodinci
Sodinci so naselje v Občini Ormož. Ležijo v izteku doline Sejanskega potoka na prehodu iz Slovenskih goric na Ptujsko polje ob cesti Podgorci-Velika Nedelja. 

## Gospodarstvo
Prevladuje poljedelstvo in vinogradništvo. Pristone panoge pa so tudi sadjarstvo, povrtninarstvo in živinoreja. Naselje ima nekaj podjetnikov, večina zaposlenih pa dnevno potuje na delo v Ormož in na Ptuj.

## Zaselki
Zaselki Sodinec so:
- Sodinski vrh, na istoimenskem slemenu(318m),
- Dole
- Dubrava
- Kujzjak.
- Trebeš
- Beli breg

Šaljiv vaški grb je krap.